# 松潘前胡
松潘前胡（学名：Peucedanum songpanense）是伞形科前胡属的植物，为中国的特有植物。分布在中国大陆的四川等地，生长于海拔2,800米至3,000米的地区，一般生于耕地边以及以桦木为主的疏林下，目前已由人工引种栽培。